# ويليام فرنسيس (سياسي)
ويليام فرنسيس (بالإنجليزية: William Holman)‏ هو سياسي بريطاني (وحمل سابقاً جنسية المملكة المتحدة لبريطانيا العظمى وأيرلندا)، ولد في 4 أغسطس 1871 في المملكة المتحدة، وتوفي في 5 يونيو 1934 في أستراليا. حزبياً، نشط في حزب العمال الأسترالي. وقد انتخب عضو الجمعية التشريعية نيو ساوث ويلز وانتخب Premier of New South Wales ‏ (30 يونيو 1913 – 12 أبريل 1920).

## روابط خارجية
- ويليام فرنسيس على موقع الموسوعة البريطانية (الإنجليزية)